# Football League 100 Legends

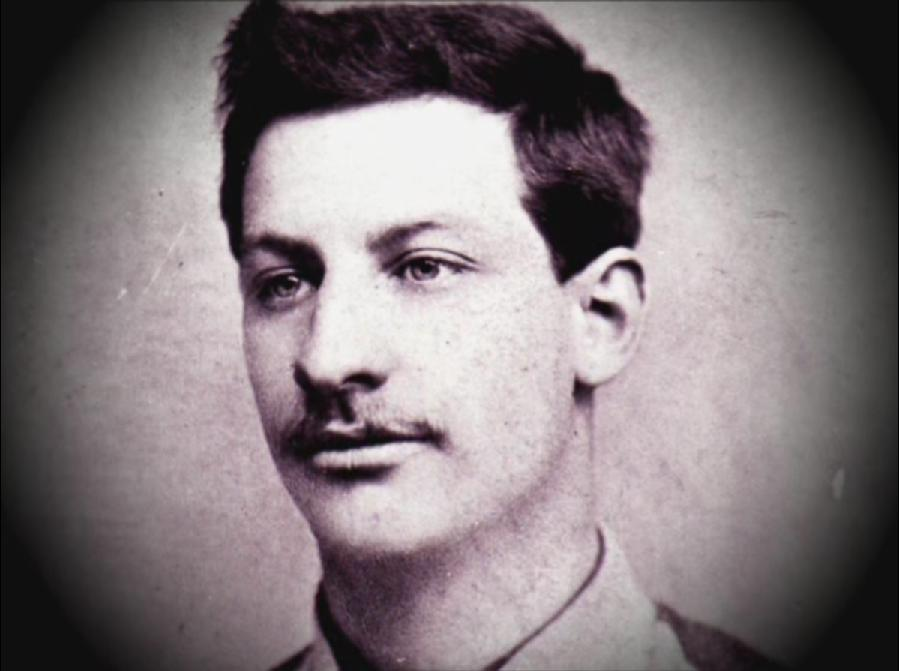
Billy Bassett speelde voor West Bromwich Albion tijdens het eerste seizoen van The Football League

De Football League 100 Legends is een lijst van 100 grote voetballers die een deel of hun hele professionele carrière hebben gespeeld in de English Football League en/of de Premier League. De spelers werden in 1998 geselecteerd door een panel van journalisten, waaronder de ervaren Bryon Butler, en de lijst was bedoeld om de geschiedenis van de League weer te geven door spelers uit de voorgaande 99 seizoenen op te nemen. De Football League kondigde ook plannen aan voor een galadiner later in het seizoen, waarbij nog levende legendes een speciale onderscheiding zouden krijgen.
De lijst bevat 34 spelers die hun spelerscarrière begonnen voor de Tweede Wereldoorlog, 37 die hun carrière begonnen tussen het einde van de oorlog en 1980, en 29 wiens professionele carrière na die datum begon. Ten tijde van de publicatie van de lijst waren zes van de legendes nog steeds actief en speelden ze allemaal in de Premier League. Ryan Giggs was de laatste actieve voetballer van de lijst toen hij stopte in 2014. Alle 100 legendes speelden in The Football League, met uitzondering van Dennis Bergkamp, die pas in Engeland begon te spelen nadat de Premier League in 1992 de Football League verving als het hoogste niveau van het Engelse voetbalcompetitiesysteem.

## Legends

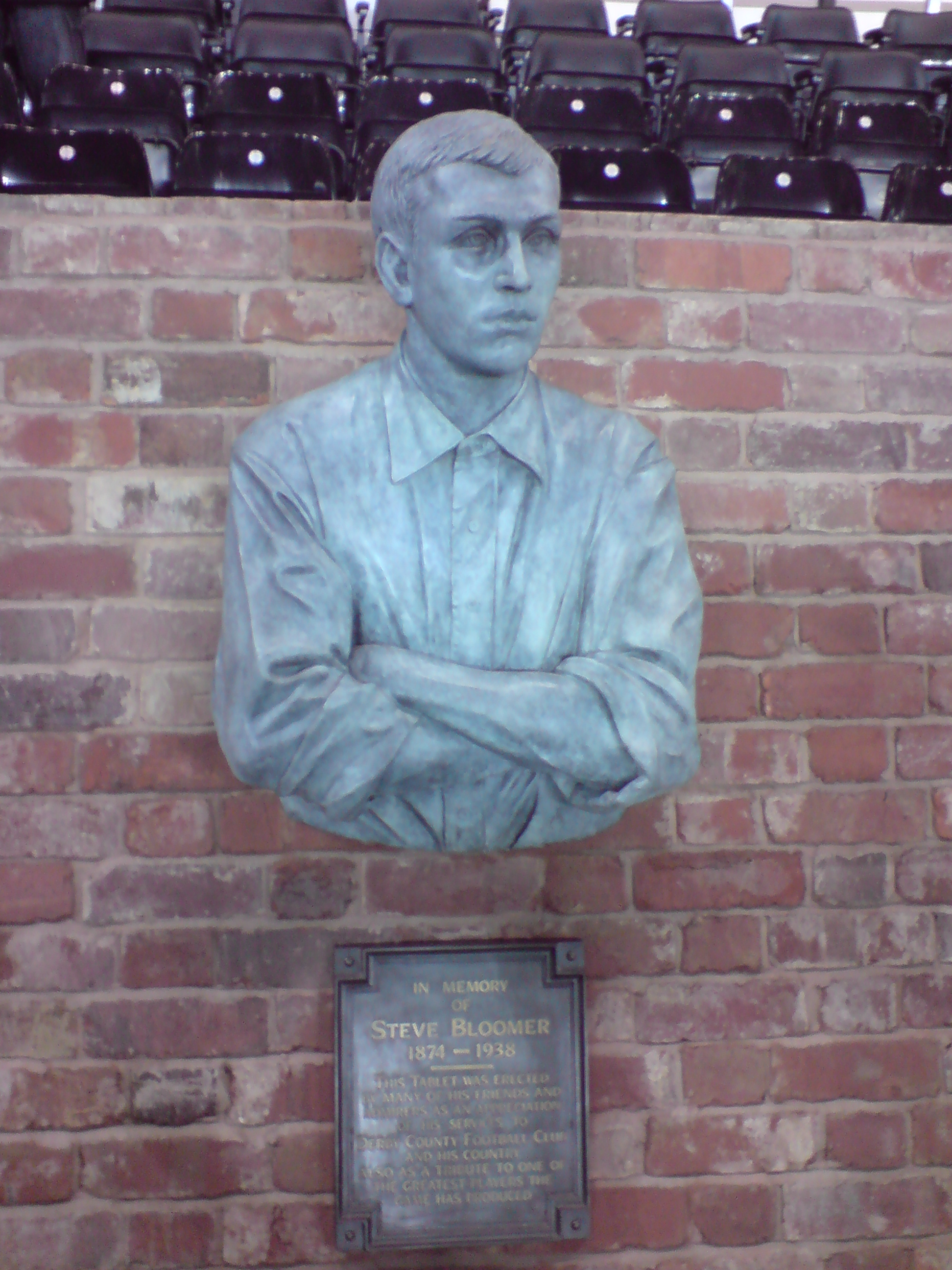
Een standbeeld van Steve Bloomer, die werd geëerd voor zijn carrière bij Derby County en Middlesbrough van voor de Eerste Wereldoorlog.

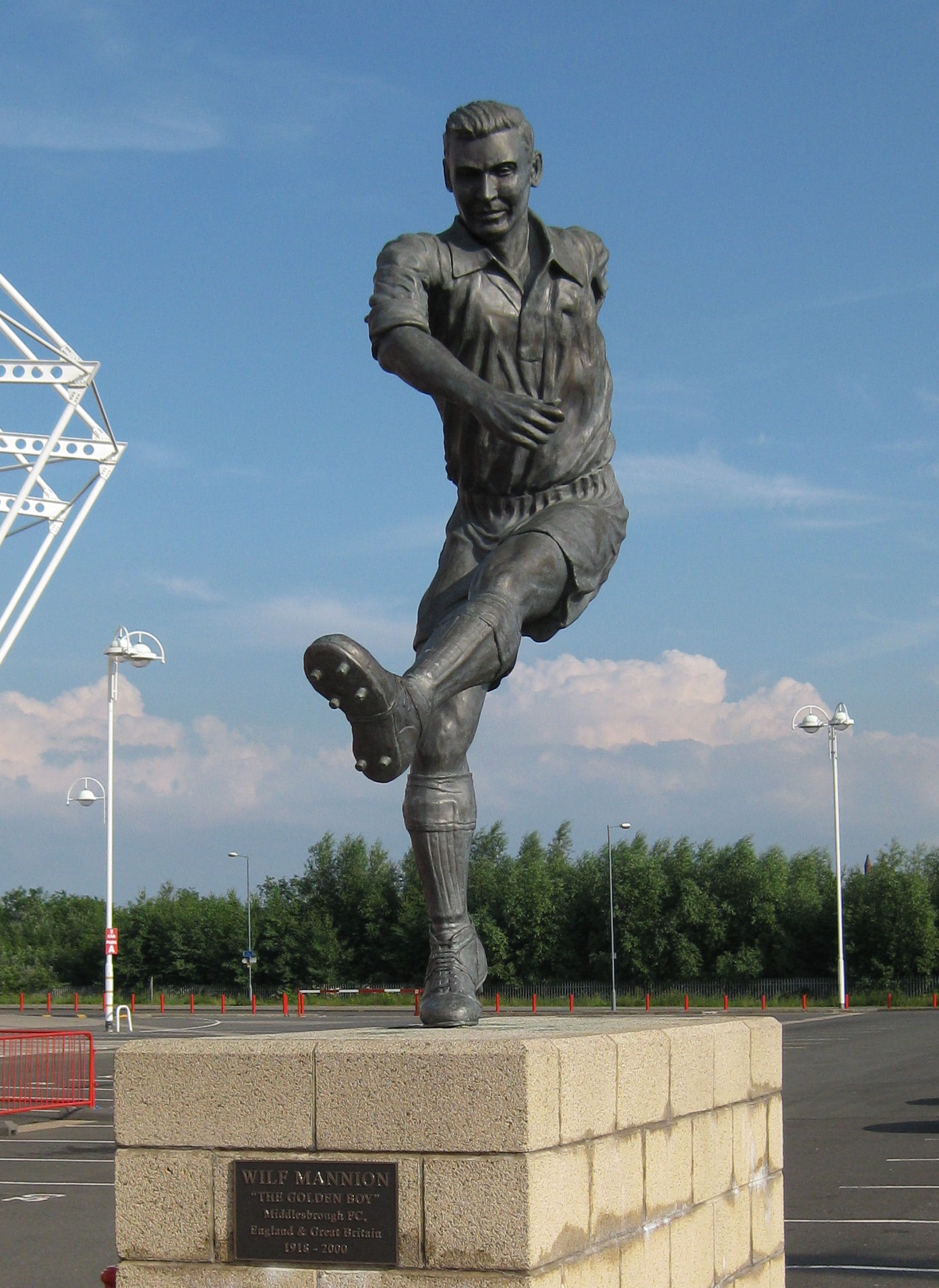
Een standbeeld van Wilf Mannion, die zowel voor als na de Tweede Wereldoorlog actief was

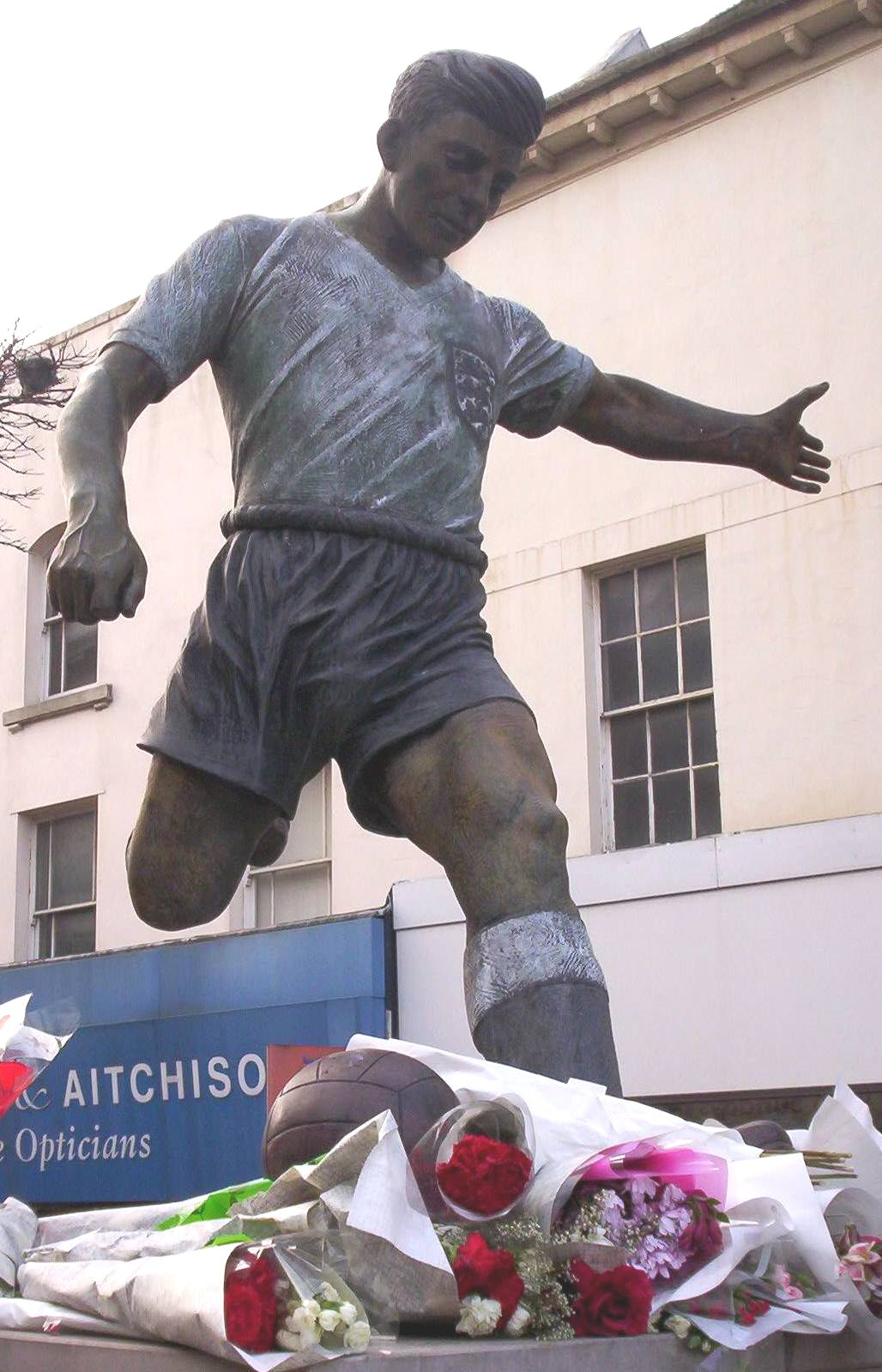
Een standbeeld van Duncan Edwards, die op 21-jarige leeftijd stierf tijdens de vliegramp van München

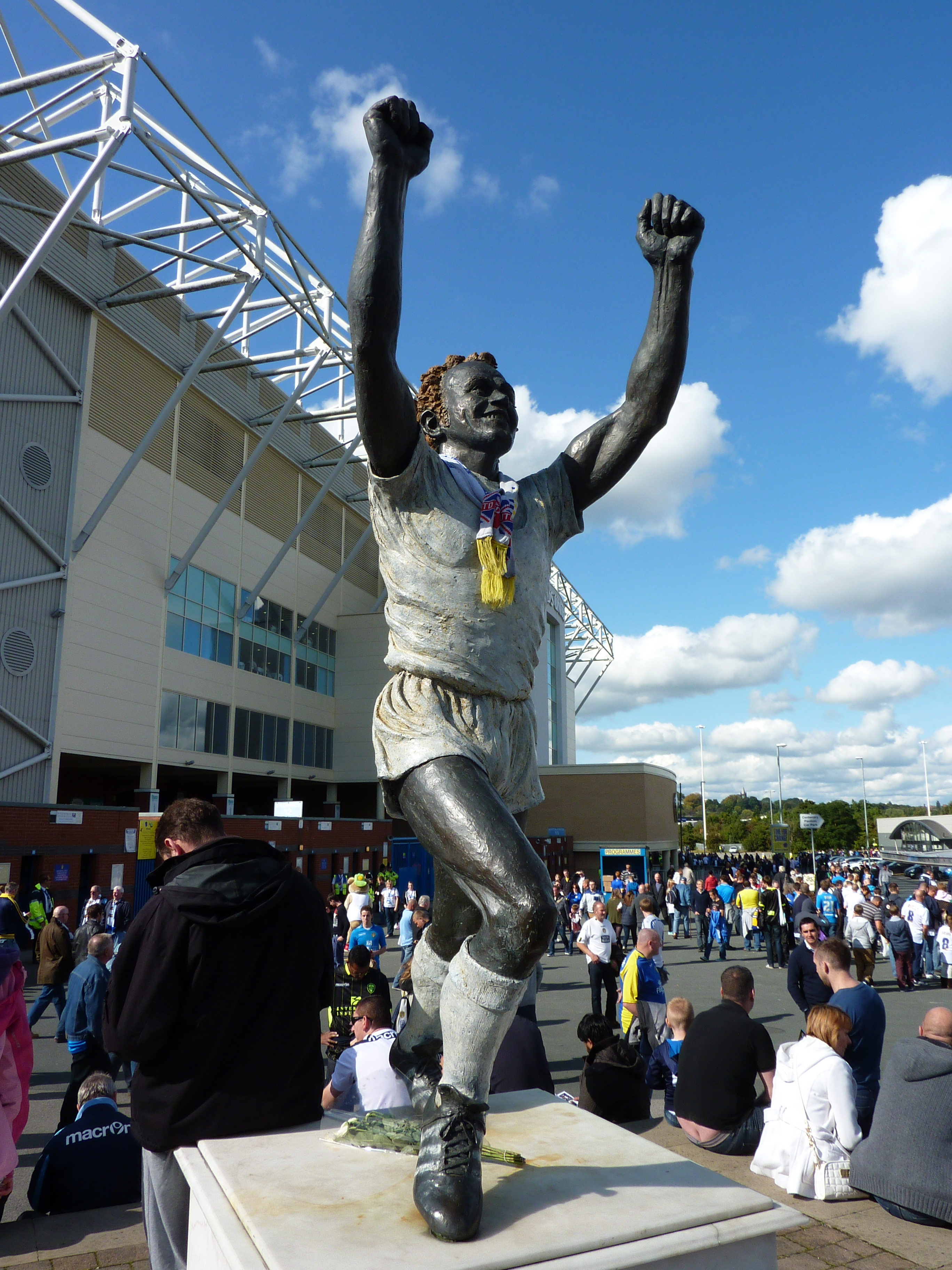
Een standbeeld van Billy Bremner, clubicoon van Leeds United met bijna 600 duels

| Naam               | Football League/Premier League club(s) | Carrière  |
| ------------------ | --- | --------- |
| Billy Bassett      | West Bromwich Albion | 1888–1899 |
| Archie Hunter      | Aston Villa | 1888–1891 |
| John Goodall       | Preston North End, Derby County, New Brighton Tower, Glossop North End                                                                      | 1888–1904 |
| Steve Bloomer      | Derby County, Middlesbrough | 1892–1915 |
| Billy Meredith     | Northwich Victoria, Manchester City, Manchester United                                                                                      | 1893–1925 |
| Bob Crompton       | Blackburn Rovers | 1896–1921 |
| William Foulke     | Sheffield United, Chelsea, Bradford City | 1894–1908 |
| Alf Common         | Sunderland, Sheffield United, Middlesbrough, Arsenal, Preston North End                                                                     | 1900–1915 |
| Sam Hardy          | Chesterfield, Liverpool, Aston Villa, Nottingham Forest                                                                                     | 1902–1926 |
| Bill McCracken     | Newcastle United | 1904–1924 |
| Viv Woodward       | Tottenham Hotspur, Chelsea | 1908–1915 |
| Clem Stephenson    | Aston Villa, Huddersfield Town | 1910–1930 |
| Charles Buchan     | Sunderland, Arsenal | 1910–1929 |
| Elisha Scott       | Liverpool | 1912–1934 |
| David Jack         | Plymouth Argyle, Bolton Wanderers, Arsenal                                                                                                  | 1919–1935 |
| Dixie Dean         | Tranmere Rovers, Everton, Notts County | 1923–1939 |
| George Camsell     | Durham City, Middlesbrough | 1924–1939 |
| Hughie Gallacher   | Newcastle United, Chelsea, Derby County, Notts County, Grimsby Town, Gateshead                                                              | 1925–1939 |
| Harry Hibbs        | Birmingham | 1925–1939 |
| Alex James         | Preston North End, Arsenal | 1925–1938 |
| Eddie Hapgood      | Arsenal | 1927–1939 |
| Cliff Bastin       | Exeter City, Arsenal | 1927–1948 |
| Wilf Copping       | Leeds United, Arsenal | 1930–1939 |
| Stanley Matthews   | Stoke City, Blackpool | 1931–1966 |
| Ted Drake          | Southampton, Arsenal | 1931–1939 |
| Joe Mercer         | Everton, Arsenal | 1932–1954 |
| Raich Carter       | Sunderland, Derby County, Hull City | 1932–1953 |
| Peter Doherty      | Blackpool, Manchester City, Derby County, Huddersfield Town, Doncaster Rovers                                                               | 1933–1954 |
| Frank Swift        | Manchester City | 1933–1951 |
| Tommy Lawton       | Burnley, Everton, Chelsea, Notts County, Brentford, Arsenal                                                                                 | 1935–1957 |
| Wilf Mannion       | Middlesbrough, Hull City | 1936–1956 |
| George Hardwick    | Middlesbrough, Oldham Athletic | 1937–1956 |
| Johnny Carey       | Manchester United | 1937–1954 |
| Stan Mortensen     | Blackpool, Hull City, Southport | 1938–1958 |
| Neil Franklin      | Stoke City, Hull City, Crewe Alexandra, Stockport County                                                                                    | 1946–1958 |
| Trevor Ford        | Swansea City, Aston Villa, Sunderland, Cardiff City, Newport County                                                                         | 1946–1961 |
| Nat Lofthouse      | Bolton Wanderers | 1946–1961 |
| Tom Finney         | Preston North End | 1946–1960 |
| Alf Ramsey         | Southampton, Tottenham Hotspur | 1946–1955 |
| Len Shackleton     | Bradford (Park Avenue), Newcastle United, Sunderland                                                                                        | 1946–1958 |
| Jimmy Dickinson    | Portsmouth | 1946–1965 |
| Arthur Rowley      | West Bromwich Albion, Fulham, Leicester City, Shrewsbury Town                                                                               | 1946–1965 |
| Billy Liddell      | Liverpool | 1946–1961 |
| Billy Wright       | Wolverhampton Wanderers | 1946–1959 |
| Jackie Milburn     | Newcastle United | 1946–1957 |
| John Charles       | Leeds United, Cardiff City | 1948–1966 |
| Ivor Allchurch     | Swansea Town, Cardiff City, Newcastle United                                                                                                | 1948–1968 |
| Danny Blanchflower | Barnsley, Aston Villa, Tottenham Hotspur | 1948–1964 |
| Bert Trautmann     | Manchester City | 1949–1964 |
| Jimmy McIlroy      | Burnley, Stoke City, Oldham Athletic | 1950–1968 |
| Tommy Taylor       | Barnsley, Manchester United | 1950–1958 |
| Cliff Jones        | Swansea Town, Tottenham Hotspur, Fulham | 1952–1970 |
| Johnny Haynes      | Fulham | 1952–1970 |
| Duncan Edwards     | Manchester United | 1953–1958 |
| Jimmy Armfield     | Blackpool | 1954–1971 |
| Terry Paine        | Southampton, Hereford United | 1956–1977 |
| Bobby Charlton     | Manchester United, Preston North End | 1956–1975 |
| Jimmy Greaves      | Chelsea, Tottenham Hotspur, West Ham United                                                                                                 | 1957–1971 |
| Denis Law          | Huddersfield Town, Manchester City, Manchester United                                                                                       | 1956–1974 |
| Gordon Banks       | Chesterfield, Leicester City, Stoke City | 1958–1973 |
| Dave Mackay        | Tottenham Hotspur, Derby County, Swindon Town                                                                                               | 1958–1972 |
| Bobby Moore        | West Ham United, Fulham | 1958–1977 |
| Alan Mullery       | Fulham, Tottenham Hotspur | 1958–1976 |
| Geoff Hurst        | West Ham United, Stoke City, West Bromwich Albion                                                                                           | 1959–1976 |
| Nobby Stiles       | Manchester United, Middlesbrough, Preston North End                                                                                         | 1959–1974 |
| Johnny Giles       | Manchester United, Leeds United, West Bromwich Albion                                                                                       | 1959–1977 |
| Billy Bremner      | Leeds United, Hull City, Doncaster Rovers                                                                                                   | 1959–1982 |
| Frank McLintock    | Leicester City, Arsenal, Queens Park Rangers                                                                                                | 1959–1977 |
| Alex Young         | Everton, Stockport County | 1960–1969 |
| Martin Peters      | West Ham United, Tottenham Hotspur, Norwich City, Sheffield United                                                                          | 1960–1981 |
| Tommy Smith        | Liverpool, Swansea City | 1962–1979 |
| Norman Hunter      | Leeds United, Bristol City, Barnsley | 1962–1983 |
| Pat Jennings       | Watford, Tottenham Hotspur, Arsenal | 1962–1985 |
| Alan Ball jr.      | Blackpool, Everton, Arsenal, Southampton, Bristol Rovers                                                                                    | 1962–1984 |
| Colin Bell         | Bury, Manchester City | 1963–1979 |
| George Best        | Manchester United, Stockport County, Fulham, Bournemouth                                                                                    | 1963–1983 |
| Peter Shilton      | Leicester City, Stoke City, Nottingham Forest, Southampton, Derby County, Plymouth Argyle, Bolton Wanderers, West Ham United, Leyton Orient | 1965–1997 |
| Ray Clemence       | Scunthorpe United, Liverpool, Tottenham Hotspur                                                                                             | 1965–1988 |
| Malcolm Macdonald  | Fulham, Luton Town, Newcastle United, Arsenal                                                                                               | 1968–1977 |
| Kevin Keegan       | Scunthorpe United, Liverpool, Southampton, Newcastle United                                                                                 | 1968–1984 |
| Trevor Francis     | Birmingham City, Nottingham Forest, Manchester City, Queens Park Rangers, Sheffield Wednesday                                               | 1970–1995 |
| Graeme Souness     | Middlesbrough, Liverpool | 1972–1984 |
| Liam Brady         | Arsenal, West Ham United | 1973–1990 |
| Glenn Hoddle       | Tottenham Hotspur, Swindon Town, Chelsea | 1974–1996 |
| Bryan Robson       | West Bromwich Albion, Manchester United, Middlesbrough                                                                                      | 1974–1997 |
| Alan Hansen        | Liverpool | 1977–1990 |
| Kenny Dalglish     | Liverpool | 1977–1990 |
| Gary Lineker       | Leicester City, Everton, Tottenham Hotspur                                                                                                  | 1978–1993 |
| Ian Rush           | Chester City, Liverpool, Leeds United, Newcastle United, Sheffield United, Wrexham                                                          | 1978–1999 |
| Osvaldo Ardiles    | Tottenham Hotspur, Blackburn Rovers, Queens Park Rangers, Swindon Town                                                                      | 1978–1990 |
| Neville Southall   | Bury, Everton, Port Vale, Southend United, Stoke City, Torquay United, Bradford City                                                        | 1980–2000 |
| Paul McGrath       | Manchester United, Aston Villa, Derby County, Sheffield United                                                                              | 1981–1998 |
| John Barnes        | Watford, Liverpool, Newcastle United, Charlton Athletic                                                                                     | 1981–1999 |
| Tony Adams         | Arsenal | 1983–2002 |
| Paul Gascoigne     | Newcastle United, Tottenham Hotspur, Middlesbrough, Everton, Burnley, Boston United                                                         | 1985–2004 |
| Alan Shearer       | Southampton, Blackburn Rovers, Newcastle United                                                                                             | 1987–2006 |
| Ryan Giggs         | Manchester United | 1990–2014 |
| Éric Cantona       | Leeds United, Manchester United | 1991–1997 |
| Peter Schmeichel   | Manchester United, Aston Villa, Manchester City                                                                                             | 1991–2003 |
| Dennis Bergkamp    | Arsenal | 1995–2006 |